# Fuente el Fresno (ort)
Fuente el Fresno är en ort i Spanien.   Den ligger i provinsen Provincia de Ciudad Real och regionen Kastilien-La Mancha, i den centrala delen av landet, 130 km söder om huvudstaden Madrid. Fuente el Fresno ligger 682 meter över havet och antalet invånare är 3 454.
Terrängen runt Fuente el Fresno är kuperad åt nordost, men åt sydväst är den platt. Runt Fuente el Fresno är det ganska glesbefolkat, med 38 invånare per kvadratkilometer. Närmaste större samhälle är Villarrubia de los Ojos, 14,4 km öster om Fuente el Fresno. Trakten runt Fuente el Fresno består till största delen av jordbruksmark.